# Parque John Lennon
Establecido en la primera mitad del siglo XX, el Parque John Lennon está ubicado en el barrio El Vedado, La Habana, Cuba, ocupando toda una manzana exactamente en la calle 17, entre las calles 6 y 8, renombrado así a partir de la colocación en el de una estatua de tamaño natural del famoso compositor inglés e integrante del legendario cuarteto Los Beatles. El nombre anterior era Parque Menocal, en honor al tercer presidente de la República de Cuba Mario García Menocal.

## Historia
El lugar tiene forma rectangular, con una plaza circular en el centro rodeada por un muro que se fracciona en cuatro de sus extremos permitiendo el acceso a través de escaleras de 9 peldaños. Posee grandes arboledas, plantas ornamentales y césped. Un hermoso parque con grandes pasillos y bancos de hierro, donde el fresco y el verdor hacen de él un lugar muy agradable.
A principios de la década de los noventa, el primer concierto para  Lennon se comenzó a gestar y fue una iniciativa de Carlos Alfonso, Ele y Síntesis, a la cual se sumaron también los músicos Carlitos Varela, Santiaguito Feliù, Pepe Piñeiro (exintegrante de Los Pacíficos), Dagoberto Pedraja, el grupo Gens, Pablo Menéndez y su grupo Mezcla, Gerardo Alfonso, otros músicos y, por supuesto, un grupo de amigos cineastas, escritores, pintores, técnicos y locos por la vida que teníamos el amasado sueño de homenajear a Lennon y Los Beatles. Hacer justicia por la ofensa y la ingratitud que había significado en los años 60 y 70 la prohibición oficial en Cuba de los Cuatro de Liverpool. El concierto tendría lugar en la azotea baja del Hotel Habana Libre, en la esquina de L y 23, corazón de La Rampa y una de las zonas más transitadas de la capital. El plan era montar todo el sonido y el aparataje de grabación de vídeo un viernes y que coincidiera con las actividades del Festival Internacional del Nuevo Cine Latinoamericano, pero sin hacer la más mínima publicidad ni anuncio alguno, de similar forma que John, Paul, George y Ringo lo habían hecho en Inglaterra en el último concierto al final de sus años como banda y que fue nombrado popularmente como “concierto en la terraza” o “concierto en el tejado de los estudios Apple”. Sin embargo, esto no fue aprobado por las autoridades de gobierno, pero en eso apareció la posibilidad de hacerlo en el parque de 17. Los vecinos de esa zona habían dado su respaldo y decidieron colaborar con el evento.
En diciembre de 1990 se efectuó en este parque un multitudinario concierto al que asistieron miles de habaneros, para rendirle el homenaje que hacia años se le venía debiendo. En este concierto participaron importantes músicos cubanos, como Carlos Alfonso con el grupo Síntesis, Carlos Varela, Santiago Feliú, Pablo Menéndez con el grupo Mezcla, Dagoberto Pedraja, Pablo Menéndez, Esteban Puebla, Pepe Piñeiro, entre otros.
La mayoría de los reunidos ahí pertenecían a los denominados “Hijos de Guillermo Tell”. Carlos Varela, acompañado del Grupo de rock Gens, aportó aun más a la emoción general, tocando su pieza “Guillermo Tell”, que era casi un himno para todos nosotros. Aquella muchedumbre vibró como nunca. Una vez terminada la emblemática pieza, Varela tomó  el micrófono y propuso bautizar a ese parque con el nombre de John Lennon, y así se llamó a partir de ese día.  De pronto vino “Hey Jude” y con un coro gigante se cerró así el inolvidable concierto.
Existen pocos registros audiovisuales de ese día, según Jorge Dalton creador del programa de televisión "A Capella" se logró registrar en vídeo parte de lo que aconteció allí e hicieron un programa especial con la conductora Lily Rentería. Algunas imágenes del concierto en blanco y negro se conservan.

## Inauguración
Una década después, en ese mismo lugar el 8 de diciembre de 2000, en un multitudinario acto al que asistió el presidente Fidel Castro y otras autoridades cubanas, intelectuales, músicos y artistas de diversas ramas queda develada la estatua, entre ellos cantautores como Silvio Rodríguez, Carlos Varela, Gerardo Alfonso y Santiago Feliú, quienes 10 años atrás habían protagonizado en ese mismo sitio un multitudinario homenaje al músico inglés.   La obra fue realizada por el escultor cubano José Villa, quien declaró en la inauguración: "Mi propuesta fue homenajear a una personalidad contestataria, cargada de demonios y sueños". Además, simultáneamente tuvo lugar un gigantesco concierto de rock en la Tribuna Antiimperialista José Martí. En esa ocasión también se proyectó el documental Lennon en La Habana y se presentó el libro El Sargento Pimienta vino a Cuba en un Submarino Amarillo, segundo libro del autor cubano Ernesto Juan Castellanos sobre los Beatles.

## Obras de arte
En la plaza se registran tres obras de arte, el busto del Maestro Masón Don Fernando Suárez Núñez, la estatua de John Lennon, y una escultura de la artista japonesa Setsuko Ono. Pero, si algo une al hombre representado por ese busto de piedra y al hombre representado por esa estatura de bronce, es que los dos creían, a su manera, quién sabe con cuánta efectividad y razón, en la fraternidad humana, más allá de lo que puedan pensar o decir dictadores o transeúntes.

### Busto de Don Fernando Suárez Núñez
La obra consiste en un busto de piedra sobre un pedernal de Fernando Suárez Núñez, nacido en Guanajay - Cuba en el año 1882. Fue el fundador de la primera logia A.J.E.F. (Asociación de Jóvenes Esperanza de la Fraternidad), el 9 de febrero de 1936, en La Habana, con el nombre de “Esperanza”, cuando la masonería cubana, debilitada por la caída de sus mejores hombres en la revolución contra Gerardo Machado y por el triunfo del nuevo dictador, en su primera dictadura, Fulgencio Batista —mientras que en Europa se imponían Adolf Hitler y Benito Mussolini, además del veterano Stalin—, decidió retirarse de la lucha activa contra el despotismo y preparar a la juventud como continuadora de los ideales de libertad, justicia y fraternidad universales. Inspirado en la idea “Haga hombres quien quiera hacer pueblos”, de José Martí.
Orientado hacia la calle 17, sobre una base triangular equilátero de forma piramidal de tres escalones, el pedestal tiene tallado el emblema de la organización sin las iniciales, y  bajo la misma la inscripción borrosa aunque legible dice: “El Ajefismo cubano a su creador, don Fernando Suárez Núñez, febrero de 1954”. La altura de pieza completa es de 2,5 metros aproximadamente.

### Memorial a John Lennon
Lo más significativo del parque es la estatua de bronce a tamaño natural en la que aparece Lennon con sus típicos espejuelos de aros finos, sentado en uno de los extremos de un banco similar a los otros del parque, con el brazo izquierdo sobre el espaldar y la pierna izquierda sobre la derecha en un estado de descanso, como si estuviera acompañado por otra persona. El respaldo del banco presenta moldeado al centro el escudo de la ciudad. Se encuentra una placa horizontal a los pies de "Lennon" con la inscripción: "Dirán que soy un soñador pero no soy el único. John Lennon".

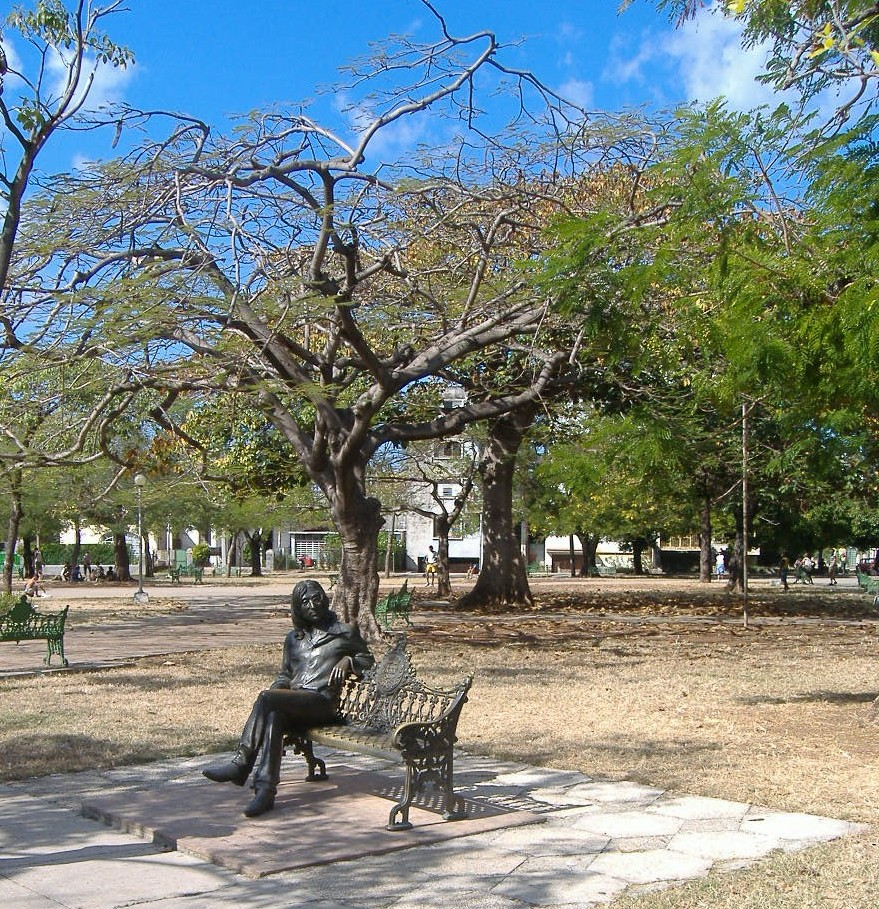
Estatua de John Lennon, Vedado
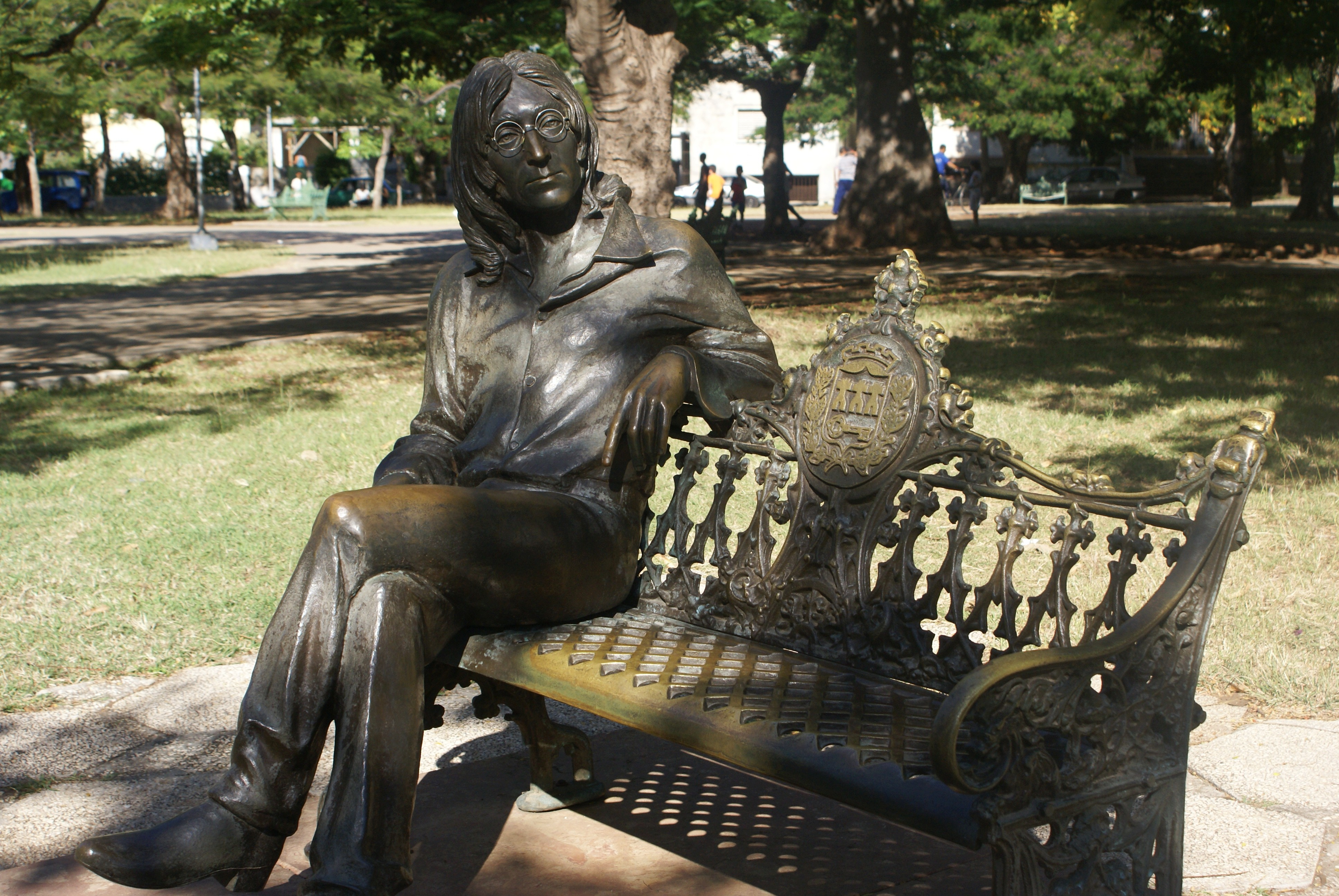
Estatua de John Lennon (con espejuelos).
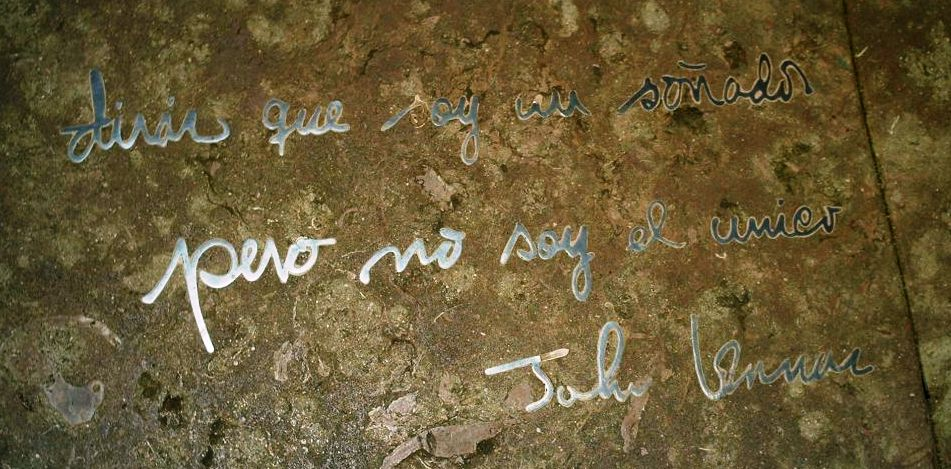
Placa a los pies de la estatua.

Dentro de las curiosidades que ha generado la obra, se encuentra los guardianes de las gafas de la estatua de John Lennon, debido a los reiterados robos que han ocurrido el municipio contrato a cuidadores. El primero de ellos fue el señor Juan, con más de 12 años en el oficio, y actualmente la señora Aleyda Rodríguez.

### Escultura "Éxtasis de Amor"
En noviembre del año 2003 la artista japonesa Setsuko Ono, hermana de Yoko, visita la ciudad en ocasión de la Octava Bienal de La Habana. De las seis piezas escultóricas que donó, una está instalada cerca de la calle 17, en homenaje a su cuñado John Lennon. La obra se titula "Éxtasis de Amor", y fue forjada en la empresa Antillana de Acero.

## Actualidad
En la actualidad el parque es sede de diversas actividades culturales como conciertos, entre otros. Es frecuentado por cientos de turistas nacionales y extranjeros, muchos le llevan flores y hasta acompañados de una guitarra le cantan canciones, como tributo al famoso músico. Hay incluso quien se sienta a su lado cada día, como si fuera su amigo de toda la vida, le cuenta sus penas y alegrías. Los espejuelos de la estatua han sido robados en varias ocasiones y repuestos posteriormente.
El año 2019 se realizó en el parque un concierto homenaje a los 50 años del disco Abbey Road del célebre cuarteto de la ciudad británica de Liverpool, bautizado como The Beatles.

## Visitas ilustres
- El músico británico Ozzy Osbourne y su hijo  su hijo Jack Osbourne, en el año 2016 visitan el lugar para un capítulo de la serie de telerrealidad  Ozzy & Jack's World Detour.[10]
- El Príncipe Carlos (hoy Carlos III del Reino Unido) y su esposa Camila Parker Bowles en el año 2019, llegan conduciendo un antiguo descapotable MG.[11]

## Servicios cercanos
Los servicios son los que están en el radio cercano al parque:
- Bar Discoteca Submarino Amarillo.
- Restaurantes: Unión Francesa de Cuba, 19 y 6, Vampirito, El Recanto.
- Café: Wuapa, Peregrino, Álbum Kafe
- Comida rápida
- Casas de Huésped
- Farmacia
- Instituto de Hematología
- Oficina de Gobierno